# Vidixá
Vidixá (em inglês: Vidisha) é uma cidade e um município no distrito de Vidixá, no estado indiano de Madia Pradexe.

## Geografia
Vidixá está localizada a 23° 32′ N, 77° 49′ L. Tem uma altitude média de 424 metros (1 391 pés).

## Demografia
Segundo o censo de 2001, Vidixá tinha uma população de 125 457 habitantes. Os indivíduos do sexo masculino constituem 53% da população e os do sexo feminino 47%. Vidixá tem uma taxa de literacia de 70%, superior à média nacional de 59,5%: a literacia no sexo masculino é de 77% e no sexo feminino é de 62%. Em Vidixá, 15% da população está abaixo dos 6 anos de idade.